# Comisión para la Gestión y Aplicación de la Información Geocientífica
La Comisión para la Gestión y Aplicación de la Información Geocientífica (CGI), es una comisión perteneciente a la Unión Internacional de Ciencias Geológicas (IUGS).
Su principal misión consiste en fomentar el desarrollo de estándares, normativas y sistemas que permitan el intercambio de conocimiento e información geocientífica.